# 라파예트급 호위함
라파예트급 프리깃함(프랑스어: Classe La Fayette)은 프랑스 해군이 설계하고 프랑스·사우디 아라비아·싱가포르·중화민국 해군이 사용하는 프리깃함이다.
라파예트급 프리깃함은 스텔스에 신경을 쓴 군함으로 알려져 있으며, 모든 통제는 전산·자동화되어있다. 라파예트급 프리깃함은 또한 10톤의 헬리콥터 1대를 적재할 수 있다.
프랑스 해군의 경우, 1990년에 제1번함의 건조를 시작하여 마지막 제5번함이 2001년 취역하였다. 라파예트급의 이름은 프랑스의 군인이자 정치가였던 질베르 뒤 모티에 드 라파예트의 이름으로부터 지어졌다.

## 배경
1980년대 후반, 프랑스 해군은 냉전이후의 해군에 대해 검토를 하였다. 당시 프랑스는 넓은 배타적 경제 수역을 보유하였고, 이 지역에서의 작전이 가능한 군함이 필요했다. 당시 프랑스 해군이 보유하였던 Aviso급 코르벳함으로는 작전이 불가능했다.
전통적인 군함으로는 프랑스 해군의 요구를 충족할 수 없었기 때문에, 그들은 경제적인 엔진과 경무장한 군함을 원했다. 당시 이탈리아에서는 카시오페아급 코르벳함과 미네르바급 코르벳함이 있었는데, 민간 사야오가 군사 사양을 잘 조화시켰다. 그 군함은 지중해 일대에서의 작전을 수행하였다. 그러나 프랑스 해군은 방대한 해외 영토와 배타적 경제수역의 방어를 수행해야 했기 때문에 코르벳 수준이 아닌 프리깃함이 필요했다.
프랑스 해군의 플로레알급 프리깃함을 참고로 하는 것이었지만, 민수 사양과 제한된 무장, 중형 헬리콥터가 추가되었다. 또한 20노트 이상 순항하는 것이 제한되었는데, 이는 낮은 사양의 엔진을 사용했기 때문이다. 또한 빠른 고무 보트가 실려 있는데, 이것은 플로레알급에서 해병 중대의 투입역할을 수행했기 때문이다.
라파예트급은 인도양이나 지부티에서의 작전을 고려해서 설계되었다. 라파예트급이 실제로 프로젝트의 축소와 개편은 20척이었던 계획이 9척으로 삭감되었고, C.70 급의 경험이 있었기에 가치가 있었기 때문이기에, 1980년대 DCN사는 스텔스 기능을 추가하는 데 성공했다.
하여튼, 1992년 첫 군함이 건조되기 시작되어 2년 뒤 최종 설계가 나왔고, 1994년에는 무기 시스템이 최종실험을 마쳤으며, 막대한 예산을 투입하여 함체를 연구하기도 하였다. 라파예트급의 제1번함 라파예트함은 1996년 취역하였다.

## 건조
상부구조는 가벼운 합금 및 위에 있는 무게를 감소하는 특수 플라스틱을 사용하였다. 이것은 불이 나도 불에 타지 않는다. 생활구역은은 장갑이고, 중요한 체계는많다. 함선에 승조한 승무원은 생물학전, 화학전과 핵전쟁으로부터 보호된다.
라파예트급은 11개의 모듈로 구성되어 공장에서 각각 제작되어 조선소에 2년동안 그것을 조립하여 건조를 완결하였다.
선체에는 상부구조로 바로 통하는 짧은 전면갑판과 함께 선체에 뚜렷한 각이 있다. 측면에는 10도로 기울어져있다. 닻은 총계로 끌어 넣어질 수 있는 선체에 있다. 기동과 계류기구 장비가 설치되는 함교에는 평평한 갑판때문에 레이다에 노출되지 않도록 설계되었다.
라파예트급은 2개의 마스트가 있다. 주 마스트에는 시라쿠스 위성 체계와 연결되는 장치가 있고, 부 마스티에는 제2의 주 레이다가 있다.

## 동급 함정
| 함번  | 함명                  | 진수            | 취역             | 제작 |
| ----- | --------------------- | --------------- | ---------------- | ---- |
| F 710 | 라파예트 (La Fayette) | 1992년 6월 13일 | 1996년 3월 23일  | DCN  |
| F 711 | 슈르쿠프 (Surcouf)    | 1993년 7월 3일  | 1997년 2월 7일   | DCN  |
| F 712 | 쿠르베 (Courbet)      | 1994년 3월 12일 | 1997년 4월 1일   | DCN  |
| F 713 | 아코니트 (Aconit)     | 1997년 6월 8일  | 1999년 6월 3일   | DCN  |
| F 714 | 게프라트 (Guépratte)  | 1999년 3월 3일  | 2001년 10월 27일 | DCN  |

## 수출

### 사우디 아라비아의 알 리야드급
2002년 7월 사우디 아라비아는 알 리야드급이라는 이름으로 대공, 대잠능력이 강화된 라파예트급을 구입하였고, 배수량 4700톤이었다.
이 급에서는 아마린스사(DCN과 탈레스사의 합작회사)가 아스터 미사일의 무장은 DCN사가 제작한 슬레이어 발사대를 이용한다.

### 싱가포르의 포미다블급
싱가포르 해군은 6척의 포미다블급이라는 이름으로 라파예트급을 구입하였다. 다만, 엑조세 미사일 대신 하푼 대함 미사일이 탑재되었다.
제1번함 RSS Formidable함은 프랑스 DCN사에서 건조되었지만, 나머지 5척은 싱가포르에서 건조되었다.

### 중화민국(타이완)의 캉딩급
중화민국(타이완)은 타이완 해협에서 활동하는 중화인민공화국 해군의 잠수함을 견제할 수단으로 라파예트급을 구입하였다. 1989년 체결한 프랑스와의 협약으로 6척을 구매하였으며 잠수함 견제와 지상 공격의 목적으로 설계하였다. 엑조세 미사일은 미국제 하푼 미사일과 자체적으로 제작한 톈첸(天劍) II 미사일로 대체되었다. 몇몇 문제는 중화민국과 프랑스 담당자들이 조율하였다.
그러나 중화민국 해군이 라파예트급을 구입할 때 정치적인 부정부패 사건이 있었다. 당초 도입단가는 6척에 70억 유로였다가, 최종계약시기인 1991년에 160억 유로로 폭등했다. 1993년 <광화 2호 계획> 을 추진해 왔던 군 관계자들 중 한명이었던 해군사령부 조달본부 소속의 집행장 인칭펑 대령이 실종된지 하루만에 대만 타이베이시 남쪽 쑤아오 해변에서 변사체로 발견되는 사건이 발생한다. 초기 사건수사가 흐지부지하다가, 2000년 천수이볜 대만 총통이 당선되자마자 재수사한 끝에 160억 유로중 35억 유로가 당시 대만군 고위 관계자들에게 뇌물로 사용되었으며, 이 중에서 11억 유로가 또 다시 대만의 정·관계 인사들에게 넘어갔으며 일부는 프랑스로 건너간 것으로 밝혀졌다.
프랑스의 전 외무장관은 50만 달러의 돈을 톰슨-CSF사(현재의 탈레스)가 줬다고 주장했다. 2007년 1월, 스위스 은행에 3,400만 달러의 중화민국측의 비밀 계좌가 있었음이 밝혀졌다.

## 같이 보기
- 054형 호위함 - 중국판 라파예트급
- 충무공이순신급 구축함 - 한국판 라파예트급